# Zveza socialistične mladine Slovenije
Zveza socialistične mladine Slovenije (kratica ZSMS) je bila politična organizacija mladih v Sloveniji, ki je delovala od povojnih let vse do devetdesetih let, ko se je z drugimi političnimi subjekti transformirala v stranko Liberalna demokracija Slovenije (LDS). 

## Zgodovina
Organizacija izvira iz Zveze komunistične mladine Slovenije, ki je bila del SKOJa.  
Z združitvami več organizacij, se je najprej imenovala Ljudska mladina Slovenije, nato Zveza mladine Slovenije.  
Leta 1974 so organizacijo združili z Zvezo študentov in jo preimenovali v Zvezo socialistične mladine Slovenije (jugoslovansko pa Zveza socialistične mladine Jugoslavije). Člani so bili izjemoma lahko stari največ 27 let. Izjema se je uporabljala, ko so mejo prestopili funkcionarji organizacije. Voditelji organizacije so bili po nepisanem, a uveljavljenem pravilu, člani Zveze komunistov Jugoslavije. Po letu 1980 se je pravilo razrahljalo. 
Logika političnega organiziranja je bila takšna, da je bila ZSMS, ob ZKS, Zvezo sindikatov, ZZB NOV in SZDL ena od petih družbeno-političnih organizacij in je imela enako število delegatov v družbenopolitičnih zborih republike in občin. 
Zveza je bila med prvimi znanilci političnih sprememb v Sloveniji in Jugoslaviji, ko je v Krškem leta 1986 pripravila Kongres, ki je v tistem času krepko razburkal politično sceno takratne Jugoslavije. Organizacija je zapisala vrsto stališč, ki so pomenila pomembno odstopanje od uradne ideologije: zavzemanje za legalizacijo civilno-družbenih gibanj (mirovniki, ekologi, homoseksualci in drugi), odpravo verbalnega delikta, pravico do stavke, civilno služenje vojaškega roka, sprostitev podjetniške iniciative, legalizacijo skupine Laibach ...
ZSMS je v nasprotju z drugimi družbenopolitičnimi organizacijami tudi podpirala delovanje Odbora za varstvo človekovih pravic. Njegove zahteve je prenašala v skupščino. Ker so oblasti prepovedale zborovanje 8. maja 1989, je ZSMS sklicala javno sejo predsedstva republiške konference ZSMS, ki se je je na Kongresnem trgu v Ljubljani udeležilo več deset tisoč poslušalcev..
Zadnji predsednik (pravzaprev predsednik republiške konference ZSMS) ZSMS leta 1989 pred preoblikovanjem v politično stranko je bil Jožef Školč.
Organizacija se je pozneje preimenovala v ZSMS-Liberalna stranka in na 14. kongresu stranke, 10. novembra 1990, v LDS (Liberalno-demokratično stranko), ta pa se kasneje preoblikovala v sedanjo LDS.

## Predsedniki
- Ljubo Jasnič
- Boris Bavdek
- Robert Černe
- Darja Colarič
- Andrej Brvar
- Tone Anderlič
- Jožef Školč